# 足利短期大学
足利短期大学（あしかがたんきだいがく、英語: Ashikaga Junior College）は、栃木県足利市本城に本部を置く私立短期大学。1925年創立、1979年大学設置。2026年閉学予定。大学の略称は足短。

## 概観

### 大学全体
- 栃木県足利市に所在する日本の私立短期大学で、設置主体は学校法人足利大学[1]。
- 単科の小規模短大で、足利大学の併設校で、男女共学となっている。基は足利市内、旧市街地にある寺社の親睦団体｛足利仏教和合会」が発起人となり、足利実践女学校（後の月見ケ丘女子高校）を創設したのが始まり。その後、足利工業大学・月見ケ丘幼稚園（現足利短期大学附属幼稚園）・足利工業大学附属高等学校などを併設する学校となる。
- 1979年に開学[2]。開設当初は保育科のみであったが、その後より専門的な研究を目指し、専攻科を開設。隣接する足利赤十字病院とタイアップし、1996年に看護科も開設したが2014年に四大に引き渡されて2018年に廃止し、以後再び子ども学科の単科となる。
- 2024年度の入学生を最後に[注釈 1]、短期大学としての使命を終えることが決まった。

### 建学の精神（校訓・理念・学是）
- 足利短期大学の教育理念は「聖徳太子の十七条憲法」となっている。

### 教育および研究
- 足利短期大学には、一般教育科目として「仏教学」があり、これは聖徳太子の仏教思想をベースとした内容のものとなっている。こども学科では短大附属幼稚園、看護学科では隣接されている足利赤十字病院でそれぞれ実習が行なわれている。海外研修として幼児教育科はハワイ・ヨーロッパ、看護学科はアメリカ本土にて行なわれている。

### 学風および特色
- 足利短期大学は仏教系の短大である関係上、「涅槃会」や「成道会」といった宗教的イベントが実施されているところに特色がある。教育理念にもあるように、聖徳太子の仏教思想がバックボーンとなっている。

## 沿革
- 1925年
  - 足利実践女学校が開設される[4]。
- 1978年
  - 12月25日 左記を以て文部省[注 1]より短期大学の設置が認可される。
  - 4月1日 足利短期大学が以下の学科体制にて開学[5]
    - 幼児教育科 入学定員100名[6]

  - 5月1日 学生数[7]/定員
    - 幼児教育科 91[注釈 2]/100
- 1981年
  - 4月1日 史実上、男子学生の在籍が確認される。
  - 5月1日 学生数[8]/定員
    - 幼児教育科 207[注 2]/200
- 1992年
  - 5月1日 学生数[注 3]/定員
    - 幼児教育科 252[注 4]/200
- 1996年
  - 4月1日 以下の学科を増設する[11]。
    - 看護科 入学定員50名

  - 5月1日 学生数[12]/定員
    - 幼児教育科 246[注 5]/200
    - 看護科 51[注 6]/50
- 1999年
  - 5月1日 学生数[13]/定員
    - 幼児教育科 244[注 7]/200
    - 看護科 156[注 8]/150
- 2000年
  - 4月1日 専攻科の設置が認められ、以下の課程を設ける[注 9]。
    - 福祉専攻 入学定員35名
- 2009年
  - 4月1日 以下については、この年度で学生募集を最終とする。
    - 専攻科福祉専攻
- 2010年
  - 4月1日 学科名を以下の通り改称[注 10]。
    - 幼児教育科→こども学科
    - 看護科→看護学科
- 2013年
  - 4月1日 以下の学科については、この年度で学生募集を最終とする[注 11]
- 2018年
  - 3月31日 以下の学科については、左記をもって正式に廃止とする[19]。
    - 看護学科
- 2021年以前
  - 4月1日 こども学科の入学定員を100→75に減員[20]。
- 2024年
  - 4月1日 この年度で学生募集を最終とする[注釈 1]。

## 基礎データ

### 所在地
- 栃木県足利市本城3-2120

### 交通アクセス
- 東武伊勢崎線足利市駅下車。徒歩で約20分。
- JR両毛線足利駅下車。徒歩で約20分。
  - 両駅からスクールバスを運行。

### 象徴
- 足利短期大学のカレッジマークの中央部には、英語の略称である「AJC」の文字が記されている[21]。

## 教育および研究

### 組織

#### 学科
- こども学科 入学定員75名[1]

#### 過去にあった学科
- 看護学科 入学定員50名[注 12]

#### 専攻科
- 福祉専攻 入学定員35名[23]

#### 別科
- なし

##### 取得資格について
- 保育士資格と幼稚園教諭二種免許状がこども学科にて取得できる[24]。
- 看護師が看護学科にて取得できた。
- 介護福祉士資格が専攻科福祉専攻にて取得できた。

#### 研究
- 『足利短期大学研究紀要』[25]

#### 隣接機関
- 足利赤十字病院

## 学生生活

### 部活動・クラブ活動・サークル活動
- 足利短期大学のクラブ活動一覧
- 体育系：テニス・ゴルフ・スキー・ボウリング・バレーボール・バスケットボールほか
バレーボール部がとりわけ盛んで、夏の大会ではベスト8の戦績を残している。
- 文化系：ハンドベル・英会話・コーラス・軽音楽・児童演劇ほか

### 学園祭
- 足利短期大学の学園祭は「織姫祭」と呼ばれ毎年、概ね11月に行われている。

## 施設
- 学生会館
- 1号館
- 2号館
- 3号館
- テニスコート

## 対外関係

### 系列校
- 足利大学

## 社会との関わり
- 地域の幼稚園、保育所と連携した「足利幼児教育研究会」の活動、積極的な進路支援、高校生を対象とした「ピアカウンセリング」活動等が行なわれている。この実績が2008年に短期大学基準協会の第三者評価において「適格」と認定されている。

## 卒業後の進路について

### 就職について
- 幼児教育科：保育所や幼稚園など児童の保育職に就く。鈴丹ほか一般企業への就職者が多数いる。
- 看護科：足利赤十字病院・自治医科大学附属病院・獨協医科大学病院・成田赤十字病院・東京慈恵会医科大学附属病院・東京医科大学病院・順天堂大学医学部附属順天堂医院・昭和大学病院・帝京大学医学部附属病院・北里大学病院・東海大学医学部付属病院・浜松医科大学医学部附属病院ほか医療機関に就職している。

専攻科
- 福祉専攻：ニチイ学館・特別養護老人ホームなどの老人関連ほか保育園・足利短期大学附属幼稚園など児童関連に就職している[26]。

### 編入学・進学実績
- 幼児教育科：足利短期大学専攻科ほか
- 看護科：山形大学・新潟大学・杏林大学・岩手看護短期大学専攻科ほか

### 他大学との協定

#### 国内大学
- 放送大学[27]

## 附属学校
- 足利短期大学附属幼稚園
- 足利短期大学附属高等学校